# Günter Schmahl (Physiker)
Günter Schmahl (* 26. März 1936 in Wilhelmshaven; † 14. August 2018 in Göttingen) war ein deutscher Physiker, Professor an der Universität Göttingen und Pionier der Röntgenmikroskopie.

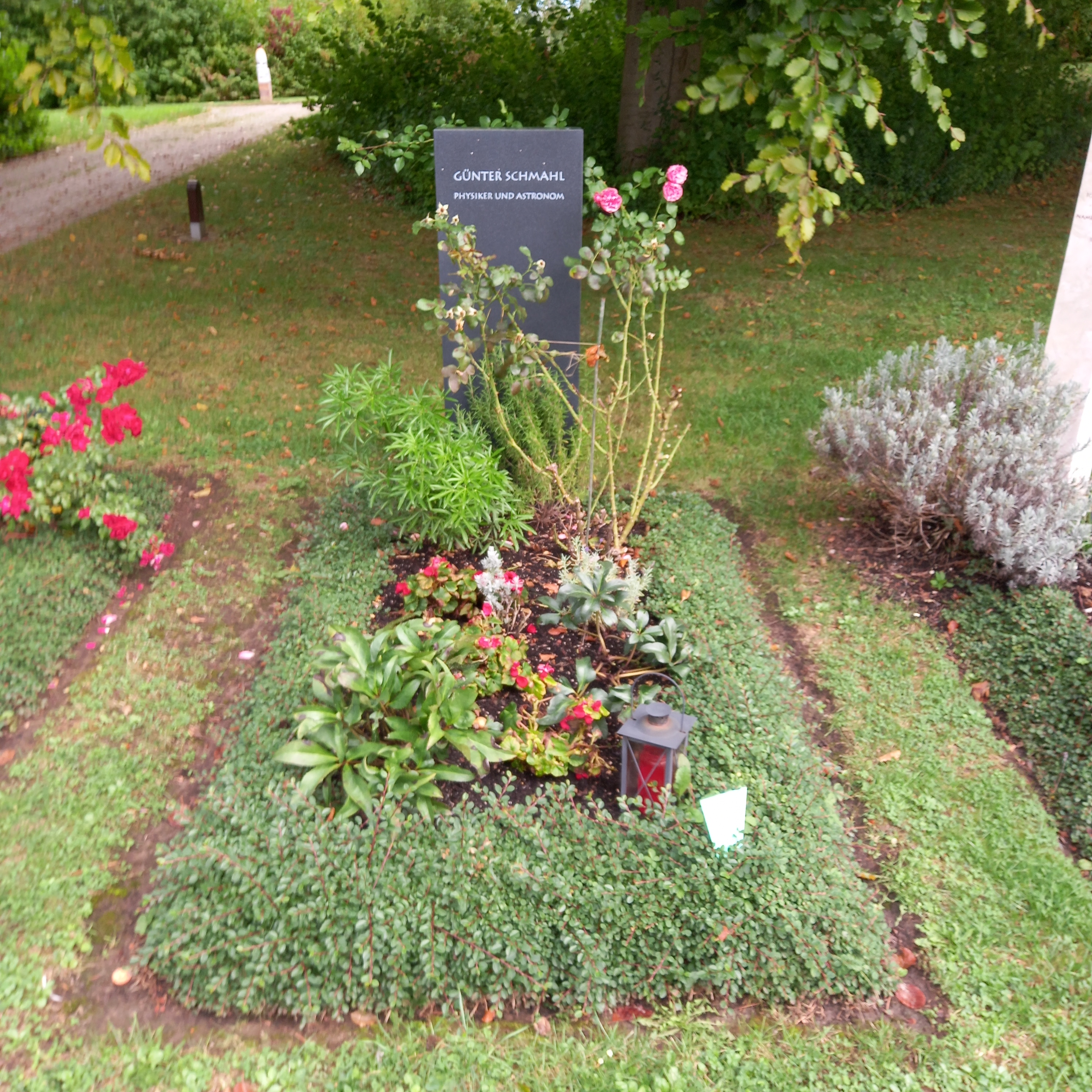
Das Grab von Günter Schmahl auf dem Parkfriedhof Junkerberg in Göttingen

## Leben und Wirken
Der Schwerpunkt und die wesentliche Bedeutung von Schmahls Arbeiten lagen in der Entwicklung der Vollfeld-Röntgenmikroskopie mit weichen Röntgenstrahlen. Er erkannte als einer der Ersten das Potential dieser Methode sowie den wegweisenden technologischen Ansatz, Zonenplatten als Linsen in einem solchen Mikroskop zu verwenden. Den gewählten Ansatz entwickelten Schmahl und seine Mitarbeiter weiter bis zur Anwendungsreife in der zwei- und dreidimensionalen Bildgebung von biologischen Proben.
1974 erzeugten Schmahl und seine Mitarbeiter zum ersten Mal Bilder mit einem Röntgenmikroskop an einer Laborquelle an der Universität Göttingen; 1976 folgte der Bau des Prototyps eines Röntgenmikroskops unter Verwendung von Synchrotronstrahlung am Deutschen Elektronen-Synchrotron (DESY) in Hamburg, das 1978 erste Bilder lieferte. 1992 gelang zum ersten Mal die Visualisierung von Strukturen, die kleiner als 30 nm waren.
Zu weiteren Leistungen Schmahls gehören die Übertragung des von Frits Zernike für die Lichtmikroskopie entwickelten Phasenkontrastprinzips auf die Röntgenmikrosopie und die Reduzierung von Strahlenschäden bei der Untersuchung biologischer Zellen durch die Entwicklung von Probenpräparationen und Probenumgebungen, die auf kryogenischen Verfahren beruhen. Gemeinsam mit der Physikerin Gisela Schütz gelang es Schmahl und seiner Gruppe zudem, dichroitischen Kontrast in der Röntgenmikroskopie zu erzeugen, mit dem zum Beispiel magnetische Domänen sichtbar gemacht werden können.
Schmahl gründete das Institut für Röntgenphysik der Universität Göttingen und leitete es bis zu seiner Emeritierung im Jahr 2002. Er war einer der Gründer und der erste ausrichtende Veranstalter der seit 1983 alle drei Jahre, seit 2008 zweijährlich stattfindenden Internationalen Konferenz für Röntgenmikroskopie.

## Ehrungen und Mitgliedschaften
- 1985: Niedersachsenpreis (Wissenschaftspreis)[8]
- 1992: Röntgen-Plakette der Stadt Remscheid[3]
- 1995: Röntgenpreis der Fachgruppe Physik und Kristallographie der Universität Würzburg[9]
- Seit 1996: Mitglied der Akademie der Wissenschaften zu Göttingen[10]
- 2005: Compton Award der Advanced Photon Source, Argonne National Laboratory, Argonne, Illinois (USA) (gemeinsam mit Janos Kirz)[11]

## Publikationen (Auswahl)
1. ↑  
G. Schmahl, D. Rudolph: Lichtstarke Zonenplatten als abbildende Systeme für weiche Röntgenstrahlen. In: Optik (Jena). Band 29, 1969, S. 577.
2. ↑  
B. Niemann, D. Rudolph, G. Schmahl: Soft-x-ray imaging zone plates with large zone numbers for microscopic and spectroscopic applications. In: Optics Communications. Vol. 12, 1974, S. 160–163, doi:10.1016/0030-4018(74)90381-2.
3. ↑  
Patent  DE3642457: Röntgen-Mikroskop. Angemeldet am 12. Dezember 1986, veröffentlicht am 30. Juni 1988, Anmelder: Carl-Zeiss-Stiftung, Erfinder: G. Schmahl, D. Rudolph.‌
4. ↑  
Patent  US4870674: X-ray microscope. Angemeldet am 9. Dezember 1987, veröffentlicht am 26. September 1989, Anmelder: Carl-Zeiss-Stiftung, Erfinder: G. Schmahl, D. Rudolph (auch bei Google Patents).‌
5. ↑  
G. Schmahl, D. Rudolph, P. Guttmann, G. Schneider, J. Thieme, B. Niemann: Phase contrast studies of biological specimens with the x‐ray microscope at BESSY. In: Review of Scientific Instruments. Vol. 66, 1995, S. 1282–1286, doi:10.1063/1.1145955.
6. ↑  
D. Weiß, G. Schneider, B. Niemann, P. Guttmann, D. Rudolph, G. Schmahl: Computed tomography of cryogenic biological specimens based on X-ray microscopic images. In: Ultramicroscopy. Vol. 84, 2000, S. 185–197, doi:10.1016/S0304-3991(00)00034-6.